# Sarah Wayne Callies
Sarah Anne Wayne Callies (La Grange, 1 de juny de 1977) és una actriu estatunidenca, més coneguda per interpretar la Dra. Sara Tancredi a la sèrie nord-americana Prison Break i Lori Grimes a la sèrie The Walking Dead.

## Biografia
Nascuda al petit poble de La Grange, a l'estat nord-americà d'Illinois, Callies es va traslladar a Honolulu, Hawaii, al costat dels seus pares. Va estudiar teatre i es va graduar amb honors. Després de graduar-se a l'escola secundària, va entrar en el Dartmouth College a Hanover, Nou Hampshire. Callies es va mantenir involucrada amb l'actuació. Va continuar els seus estudis en el Conservatori Nacional de Teatre de Denver, on va obtenir el seu Mestratge en Belles arts el 2002. Poc després va contraure matrimoni amb el seu company d'estudis Joshua Winterhalt, amb qui té una filla.
Callies es va traslladar a Nova York el 2003 i ràpidament va obtenir el seu primer paper en televisió com Kate O'Malley, personatge recurrent de la sèrie de CBS, Queens Supreme. El seu primer paper protagonista va ser interpretant a la detectiu Jane Porter en la sèrie de The WB, Tarzán.

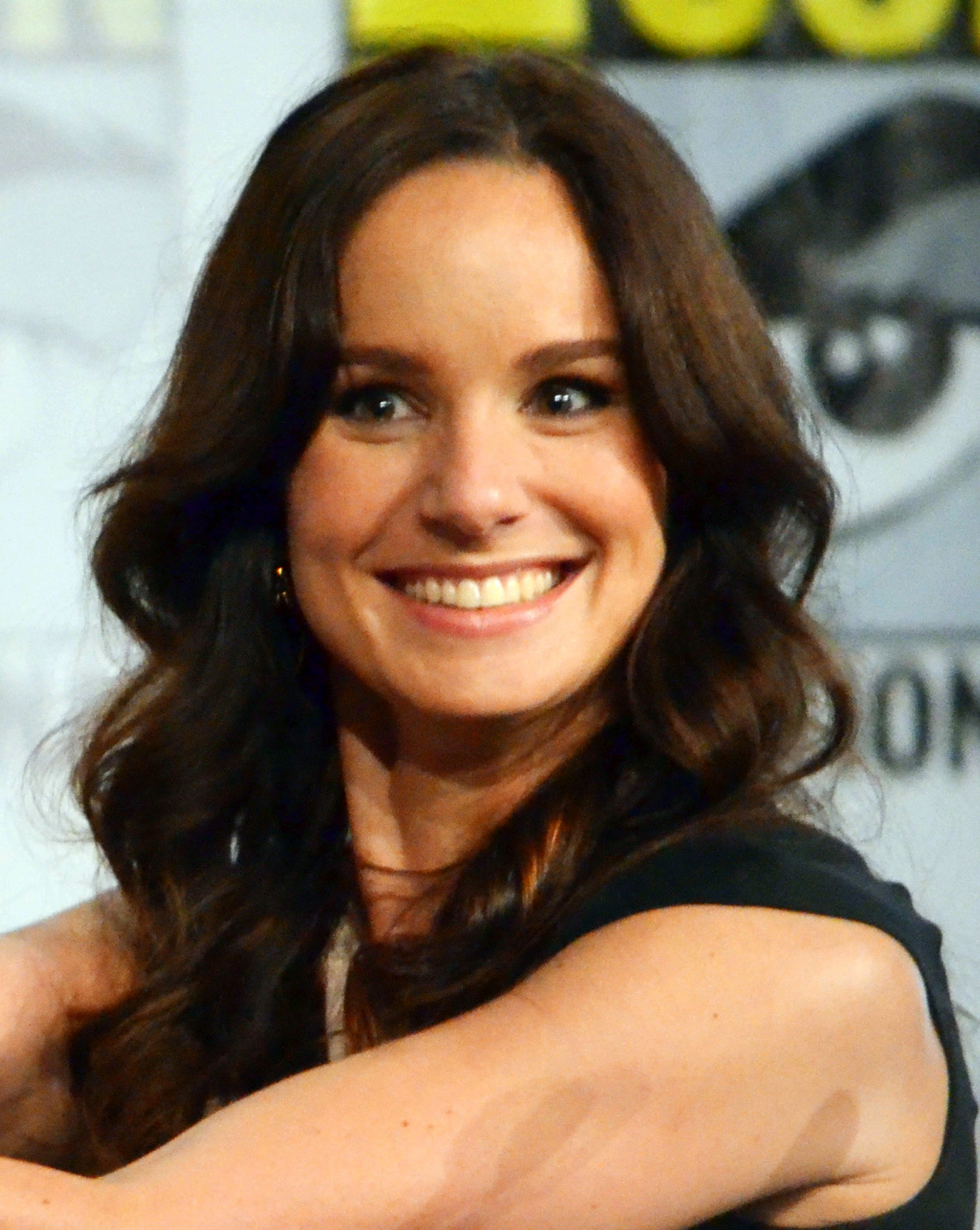
Callies en la Comic Con 2012

Després de fer diverses aparicions com a convidada en Law & Order: Special Victims Unit, Dragnet, i Numb3rs, Callies va obtenir un paper principal en la sèrie de FOX, Prison Break, interpretant a Sara Tancredi. El seu paper es va perllongar des de 2005 fins a 2009. Segons el productor executiu Matt Olmstead, a pesar que els escriptors, el canal, i Callies volien que es quedés en la sèrie, el personatge va ser escrit per relacionar-ho amb contractar disputes. Va declarar a través de TV Guide: "Per molt que tots ho hem provat, els productors de Prison Break no van ser capaços de trobar una manera de satisfer la història de la sèrie ni les necessitats de la meva família. Ens acomiadem desitjant-nos el bé entre si. Vaig tenir un temps meravellós treballant amb un equip creatiu i tinc molt respecte cap a ells; estic enormement agraïda, han estat tan amables i de suport, i espero que segueixin gaudint de l'espectacle". No obstant això, al març de 2008, Olmstead va declarar que el personatge de Sarah seguia viu i que tornaria en la Temporada 4 de Prison Break.
Callies també ha protagonitzat dues pel·lícules, Whisper i una pel·lícula independent, Les Nou Revelacions. A l'abril de 2010, va aparèixer en House M.D. com a pacient de la setmana, el matrimoni obert de la qual fascina a House. Sarah va protagonitzar la pel·lícula nigeriana Black Gold i va tenir el paper principal en Faces in the Crowd.
El 2014, Sarah va interpretar a Allison Stone, un personatge principal de la pel·lícula Into the Storm. El 2015, Callies va coprotagonitzar al costat de Nicolas Cage la pel·lícula Play the Ghost, a més es va unir a l'elenc principal de la nova sèrie d'USA Network, Colony, interpretant a Katie Bowman. El tràiler va ser revelat en la Comic-Con 2015. La sèrie està programada per estrenar-se el 14 de gener de 2016.

### The Walking Dead
El 2010, Callies va obtenir el paper més important en la seva carrera, interpretant a Lori Grimes en la sèrie de /drama/terror de AMC, The Walking Dead, basada en la sèrie de còmics del mateix nom, on va formar part de l'elenc principal fins a la tercera temporada. Allà, Grimes, la seva família i els seus amics han de fer front a una plaga Zombie a la ciutat d'Atlanta, i als mateixos humans, que fins i tot poden arribar a ser pitjors que els mateixos zombies. Sarah va convèncer els guionistes d'assassinar Lori, ja que això va ser el que va passar en el còmic. Finalment, el seu personatge mor en l'episodi Killer Within, encara que segueix reapareixent per la resta de la temporada. La seva última aparició oficial és en l'episodi Welcome to the Tombs.

## Filmografia

### Cinema
| Any  | Títol                      | Paper         | Notes |
| ---- | -------------------------- | ------------- | ----- |
| 2006 | The Celestine Prophecy     | Marjorie      |       |
| 2007 | Whisper                    | Roxanne       |       |
| 2008 | Bittersweet                | Robyn         |       |
| 2010 | Lullaby for Pi             | Josephine     |       |
| 2011 | Black Gold                 | Kate Summers  |       |
| 2011 | Faces in the Crowd         | Francine      |       |
| 2011 | Foreverland                | Fran          |       |
| 2012 | Black November             | Kate Summers  |       |
| 2014 | A l'ull de la tempesta     | Allison Stone |       |
| 2016 | The Other Side of the Door | Maria         |       |
| 2016 | Pay the Ghost              | Kristen       |       |
| 2017 | The Show                   | Karina        |       |

### Televisió
| Any             | Títol                             | Paper                  | Notes                   |
| --------------- | --------------------------------- | ---------------------- | ----------------------- |
| 2003            | Queens Supreme                    | Kate O'Malley          | 1 episodi               |
| 2003            | Law & Order: Special Victims Unit | Jenny Rochester        | 4x17                    |
| 2003            | Dragnet                           | Kathryn "Kate" Randall | 1x06                    |
| 2003            | Tarzan                            | Jane Porter            | 8 episodis              |
| 2004            | The Secret Service                | Laura Kelly            |                         |
| 2005            | Numb3rs                           | Kim Hall               | 1x07                    |
| 2005–2009; 2017 | Prison Break                      | Sara Tancredi          | 74 episodis             |
| 2009            | Prison Break: The Final Break     | Sara Tancredi          | Pel·lícula de televisió |
| 2010            | House, MD                         | Julia                  | 6x19                    |
| 2010            | Tangled                           | Chloe / Sally          |                         |
| 2010–2013; 2018 | The Walking Dead                  | Lori Grimes            | 28 episodis             |
| 2016–2018       | Colony                            | Katie Bowman           | 36 episodis             |
| 2017            | The Long Road Home                | Leann Volesky          | 6 episodis              |
| 2017            | Robot Chicken                     | Lori Grimes (veu)      | 9x00                    |
| 2018–2019       | Letterkenny                       | Anita Dyck             | 6x04, 8x06              |
| 2019            | Unspeakable                       | Margaret Sanders       | 6 episodis              |
| 2020            | Council of Dads                   | Robin Perry            | 10 episodis             |